# プログレッシブ・ロック
プログレッシブ・ロック（英: Progressive rock）は、1960年代後半のイギリスに登場したロックのジャンルの1つ。進歩的、革新的なロックを意味する。世界ではプログ・ロック（「prog」または「prog rock」）、日本での一般的な略称は「プログレ」。代表的なグループには、ピンク・フロイド、キング・クリムゾン、イエスなどがある。

## 概要
プログレッシブ・ロックは、実験的・革新的なロックとして、それまでのシングル中心のロックから、より進歩的なアルバム志向のロックを目指した。1960年代後半に誕生し、全盛期は1970年代前半である。当初の進歩的・前衛的なロック志向から、一部のクラシック音楽寄りな音楽性が、復古的で古色蒼然としていると見られ、1970年代半ばから後半にかけて衰退したとされている。ピーター・バラカンはプログレッシブ・ロックの全盛期が短かったことを指摘している。後年、マリリオン、アネクドテンなどの登場により、復活してきている。
プログレッシブ・ロックとは進歩的ロック、クラシック的ロック、アート・ロック、前衛ロック、実験的ロックなどの概念を包括したジャンルである。プログレッシブ・ロック・バンドはロックに、クラシックやジャズ、フォーク、地域音楽などを融合させた。
「アート・ロック」や「ニュー・ロック」、あるいは「シンフォニック・ロック」と呼ばれる場合もあるが、それぞれ微妙な差異を持ち、それらをプログレッシブ・ロックの一派に含めることもある。また、イギリス以外のイタリア、フランス、オランダ、ドイツ、北欧にも、有力なバンドが存在し、ユーロロックとも呼ばれた。

## 詳細：歴史・定義
現在「progressive rock」は英語でも普通に使われている言葉である。省略形は「prog」。
日本におけるこの音楽用語の初出に関する一つの説として、1970年に発売されたピンク・フロイドの『原子心母/Atom Heart Mother』の日本盤のタスキに、「ピンク・フロイドの道はプログレッシヴ・ロックの道なり!」 （東芝EMIの石坂敬一が発案）というコピーが掲げられたのが初であるという説が有力とされる。
「プログレッシブ」とは、「進歩的」「先進的」「前衛的」というような意味だが、プログレッシブ・ロック・バンドという場合、そのアルバムや楽曲などには次のような特徴がある。
- 一部のバンドはアルバム全体を一つの作品とする概念（コンセプト・アルバム[6]）も制作した
- 大作・長尺主義傾向にある長時間の曲
- 演奏技術重視で、インストゥルメンタルの楽曲も多い
- 技巧的で複雑に構成された楽曲（変拍子・転調などの多用）
- クラシック音楽やジャズ、あるいは現代音楽との融合を試みたものも多く、演奏技術を必要とする
- シンセサイザーやメロトロンなどといった、当時の最新テクノロジーを使用した楽器の積極的使用[7]
- イギリスのバンドの場合、中流階級出身者が多かった[8]

上記の特徴は、ピンク・フロイド、キング・クリムゾン、イエス、エマーソン・レイク・アンド・パーマー、ジェネシスなどのバンドに見られる。ピンク・フロイド、キング・クリムゾン、イエスなどのプログレッシブ・ロック・バンドのメンバーは、イギリスの中流階級出身者が多かった。ピンク・フロイド以前の1967年ごろには、すでにムーディー・ブルース、プロコル・ハルム、ナイスらの一部の曲に、プログレッシブな曲調が見られた。フランク・ザッパらは、その音楽は十分に先進的、前衛的ながら、上記条件にあまり該当しないためにプログレッシブ・ロックにはカテゴライズされないこともあった。それらはアヴァンギャルド・ロックや実験音楽、アート・ロックなどの別のジャンルに含まれる。
上記のバンドのほかに、イギリスでは、ソフト・マシーンをはじめとするカンタベリー出身のジャズ・ロック・バンドが体系化したカンタベリー・ロックが登場した。さらに、1960年代から1970年代にかけてドイツで生まれた実験的な音楽を指すクラウトロックもプログレッシブ・ロックの一派とされる。一方、1970年代のアメリカでは、カンサスやボストン、ジャーニーなどが台頭し、アメリカン・プログレ・ハードというジャンルが登場し、ヒット曲を連発した。だが、このジャンルはコーポレート・ロック、産業ロックなどと英米、日本の音楽ジャーナリズム、ロック・ファンから批判された。1970年代後半、パンク、ニュー・ウェイヴの登場により、ハードロックやプログレなど既存の勢力はパンク勢から激しい攻撃を受けた。その結果、プログレは衰退していった。だが、のちにマリリオンらのネオ・プログレッシブ・ロックが現れ、再度注目されるようになっている。また、プログレッシブ・ロックの分野というよりもヘヴィメタルの分野に分類されるが、1990年代以降はドリーム・シアターなどによるプログレッシブ・メタルと呼ばれる音楽形態も生まれた。
プログレッシブという言葉を日本人が聞くとロックという言葉だけを連想するが、英語圏では「プログレッシブ・カントリー」や「プログレッシブ・ブルーグラス」など、気軽かつ頻繁に使用される。他にも、プログレッシブハウスやプログレッシブトランスというスタイルもクラブ・ミュージックのジャンルに存在する。

## 地域、サブジャンルと主なアーティスト
プログレ五大バンド
キング・クリムゾン、ピンク・フロイド、イエス、ジェネシス、エマーソン・レイク&パーマー（EL&P）
イギリスのプログレの五大バンド以外の主なミュージシャン、バンド
ムーディー・ブルース、ジェントル・ジャイアント、ルネッサンス、ストローブス、カーヴド・エア、ヴァン・ダー・グラフ・ジェネレーター、バークレイ・ジェイムス・ハーヴェスト、ダリル・ウェイズ・ウルフ、ザ・ムーブ、ジェイド・ウォリアー、ファミリー、キャメル、グリーンスレイド、クワイエット・サン、ジェスロ・タル、ホークウインド、マイク・オールドフィールド、ナイス、アトミック・ルースター、マイティ・ベイビー、アフィニティー、グリフォン、ゴドレイ&クレーム、アラン・パーソンズ・プロジェクト、U.K.
カンタベリー・ロックの主なバンド
ソフト・マシーン、キャラヴァン、ゴング、ハットフィールド・アンド・ザ・ノース、ナショナル・ヘルス、エッグ、ギルガメッシュ、ヘンリー・カウ
1960年代後半にカンタベリーで結成されたワイルド・フラワーズを祖とする。複雑な変拍子や即興演奏を多用しジャズ・ロック色が強いものが、カンタベリー派の曲調の一つとされる。
チェンバー・ロックの主なバンド
サード・イアー・バンド、アート・ベアーズ、ユニヴェル・ゼロ、アール・ゾイ、プレザン、アクサク・マブール
ロック以外のジャンルと結びつきが強いプログレのなかでも、とりわけ室内楽的なアプローチを大きく打ち出したジャンル。プログレッシブ・ロックと言っても、ロックの要素はあまりみられないことも多い。
シンフォニック・ロックの主なバンド
エニド
キーボードや電子楽器を駆使し、プログレッシブ・ロックの壮麗な要素を強調した音像のバンド。エニドは、ほとんどクラシック音楽に聴こえる。
多国籍プログレの主なバンド
ツトム・ヤマシタズ・ゴー
イタリアン・プログレの主なバンド
PFM、イ・プー、バンコ・デル・ムトゥオ・ソッコルソ、オザンナ、ゴブリン、ニュー・トロルス、アレア、レ・オルメ、アルティ・エ・メスティエリ、オパス・アヴァントラ、ロヴェッショ・デッラ・メダーリャ、マクソフォーネ、イル・ヴォーロ、クエラ・ヴェッキア・ロカンダ、ロカンダ・デッレ・ファーテ、ラッテ・エ・ミエーレ、イル・バレット・ディ・ブロンゾ、チェルヴェッロ、ムゼオ・ローゼンバッハ
フランスのプログレの主なバンド
ゴング、クリアライト、マグマ、アンジュ、タイ・フォン、アトール、エルドン、ワパスー、ザオ、アジア・ミノール、サンドローズ
北欧のプログレの主なバンド
アネクドテン（スウェーデン）、サムラ・ママス・マンナ（スウェーデン）、ザ・フラワー・キングス（スウェーデン）、カイパ（スウェーデン）、アングラガルド（スウェーデン）、ウィグワム（フィンランド）
東欧のプログレの主なバンド
コラージュ（ポーランド）、SBB（ポーランド）、クィダム（ポーランド）、アフター・クライング（ハンガリー）、ソラリス（ハンガリー）、イースト（ハンガリー）、Blue Effect/MODRY EFEKT(チェコ)、SHESHET（イスラエル）
ベルリンの壁崩壊、東欧民主化以前は、ソ連製の音楽機材を使用しているバンドが多かった。
クラウトロック（ジャーマン・プログレ）の主なミュージシャン、バンド
クラフトワーク、ヘルダーリン、ノイ!、タンジェリン・ドリーム、アモン・デュールII、アシュ・ラ・テンペル、カン、ファウスト、グル・グル、ホルガー・シューカイ、スラップ・ハッピー、ノヴァリス、エロイ、エデン、エンブリオ、ポポル・ヴー
ドイツのプログレで、実験的な音楽性を持つ。電子楽器の導入やミニマルな曲展開を特徴とするバンドも多く、後のテクノ音楽にも影響を与えた。
西欧、南欧のプログレの主なバンド
フォーカス（オランダ）、スーパーシスター（オランダ）、アース・アンド・ファイアー（オランダ）、トレース（オランダ）、フィンチ（オランダ）、コーダ（オランダ）、カヤック（オランダ）、アフロディテス・チャイルド（ギリシャ）、サーカス（スイス）、アイランド（スイス）、イーラ・クレイグ（オーストリア）、ユニヴェル・ゼロ（ベルギー）、X-レッグド・サリー（ベルギー）、ゴティック（スペイン）
日本のプログレの主なミュージシャン、バンド
四人囃子、マジカル・パワー・マコ、ファー・イースト・ファミリー・バンド、クロニクル、コスモスファクトリー、ゴダイゴ、マンドレイク（平沢進）、ミスターシリウス、ページェント、ヴァーミリオン・サンズ、マグダレーナ、プロビデンス(PROVIDENCE)、オーガスト、KBB、ザバダック、金属恵比須、是巨人、美狂乱、スコープ、ノヴェラ、シェラザード、KENSO、新●月、だててんりゅう、アストゥーリアス、SENSE OF WONDER、後藤忠司、人間椅子、Yuka & Chronoship、YBO2、ティポグラフィカ、高円寺百景、ルインズ、TERU'S SYMPHONIA、アウター・リミッツ、夢幻 、ミダス、アイン・ソフ、ALI PROJECT
北米のプログレの主なバンド
ラッシュ（カナダ）、ハルモニウム（カナダ/ケベック）、クラトゥ（カナダ）、マネイジュ（カナダ）、パヴロフス・ドッグ（アメリカ）、スターキャッスル（アメリカ）、マハヴィシュヌ・オーケストラ（アメリカ）、ハッピー・ザ・マン（アメリカ）、ファイアーバレー（アメリカ）
南米のプログレの主なバンド
バカマルテ（ブラジル）、サグラド・コラソン・ダ・テッラ（ブラジル）、クルーシス（アルゼンチン）、ミア（アルゼンチン）、アナクルーサ（アルゼンチン）、パブロ・エル・エンテラドール（アルゼンチン）、バナナ (アルゼンチン) 、エイヴ・ロック（アルゼンチン）、Rayuela（アルゼンチン）
オセアニアのプログレの主なバンド
セバスチャン・ハーディー（オーストラリア）、レインボー・シアター（オーストラリア）
トラッド・フォーク系の主なミュージシャン、バンド
ジェスロ・タル、フループ、アンソニー・フィリップス、アイオナ（イギリス）
ニューエイジ系の主なバンド
マイク・オールドフィールド、ヴァンゲリス、冨田勲など
ネオ・プログレッシブ・ロック（ポンプ・ロックとも）の主なバンド
マグナム、マリリオン、ペンドラゴン、IQ、アリーナ
1980年代初頭に英国で生まれたロック・バンドの中で、キーボードを多用し1970年代プログレの音楽的要素を多く取り入れたバンドを指す。
前衛ロックの主なミュージシャン、バンド
フランク・ザッパ、キャプテン・ビーフハート、レジデンツ、巻上公一、ヒカシュー、大友良英
演奏技法で変拍子やリズムチェンジ・転調等、曲の複雑性・難解性を追求した。エキセントリック、フリーキーな音楽を演奏。

## 関連ジャンル
ズール
フランスのマグマ周辺のバンドやミュージシャンによる音楽がこれにあたる。独自の音楽形態を昇華してプログレとして扱われつつもひとつのジャンルに確立されたもの。
ジャズ・ロック
1970年前後にアメリカのジャズのマイルス・デイヴィスやイギリスのギタリスト、ジョン・マクラフリンらが伝統的な手法に縛られないエレクトリック・ジャズというスタイルを追求した。ロックでは英国人のジェフ・ベックなどが、ジャズ・ロックやフュージョンへのアプローチを見せていた。またイギリスのジャズ・ロックでは、イアン・カーのニュークリアス、マイク・ウェストブルック、ニール・アードレイ、ジョン・ハイズマンのコロシアムなど多くのアーティストがジャズとロックの融合に挑戦していた。（ブライアン・オーガーなどは1967年にはザ・トリニティーを結成していた）なお、イタリアのジャズ・ロックでは、アレアとアルティ・エ・メスティエリが筆頭に挙げられる。
ハードロック、ヘヴィメタル
プログレが生まれた1970年代はハードロック・バンドのアルバム中に、プログレの曲が含まれることも多かった。レッド・ツェッペリンの「天国への階段」やユーライア・ヒープの「七月の朝」などが、その代表的な例である。ツェッペリンのジョン・ポール・ジョーンズには、クラシック音楽の素養があった。ジョン・ポール・ジョーンズとジミー・ペイジは、中流階級出身者である。
シアトリカル・ロック
クイーン、ミートローフ、アリス・クーパー、キッス、マリリン・マンソンなどのドラマ性のある大仰なロック。また、初期のジェネシスなど、ライブに演劇的な要素を取り入れたバンドを表すこともある。プログレにカテゴライズされないケースもあるが、プログレ的な要素として語られることがある。なお、プログレ的側面からこのように語られるバンドも普段は別のジャンル名で呼ばれる場合も多い。
アメリカン・プログレ・ハード、アリーナ・ロック、産業ロック
カンサス、ボストン、ジャーニー、スティクス、TOTOが有名で、コーポレート・ロック、産業ロックとも呼ばれている。米国のバンドが多いが、英国のエイジア、スーパートランプも、このジャンルに属する。プログレの大仰で華やかな部分を押さえながら、難解さ・複雑さは少なく、商業主義的なポップ・ロックと言ってよい。
プログレッシブ・メタル
前述の通りプログレとHR/HMの融合は両者の隆盛期から行われてきたが、特に1980年代中盤にアメリカで結成されたクイーンズライク、ドリーム・シアター、ペイン・オヴ・サルヴェイション、シンフォニー・エックス、フェイツ・ウォーニングらのバンド、及びそのフォロワーに使用されることが多い。ラッシュからの影響も指摘されている。元ドリーム・シアターのマイク・ポートノイはフェイツ・ウォーニングが元祖であると述べている。

## 主な楽曲
- 「クレイジー・ダイアモンド」 - ピンク・フロイド
- 「21世紀のスキッツォイド・マン」 - キング・クリムゾン
- 「ラウンドアバウト」 - イエス
- 「ナット・ロッカー」「タルカス」 - エマーソン・レイク・アンド・パーマー
- 「サパーズ・レディ」 - ジェネシス

## プログレッシブ・ロックのレコード・レーベル
- アルカード・ミュージック (Alucard Music)
- アンセム・レコード (Anthem Records)
- アトコ・レコード (Atco Records)
- バーニング・シェッド (Burning Shed)
- カリスマ・レコード (Charisma Records)
- クリサリス・レコード (Chrysalis Records)
- キュニフォーム・レコード (Cuneiform Records)
- ドーン・レコード (Dawn Records)
- デラム・レコード (Deram Records)
- ディシプリン・グローバル・モービル (Discipline Global Mobile)
- DVSレコード (DVS Records)
- EGレコード (E.G. Records)
- エソテリック・レコーディングス (Esoteric Recordings)
- ハーヴェスト・レコード (Harvest Records)
- インサイド・アウト・ミュージック (Inside Out Music)
- アイランド・レコード (Island Records)
- マグナ・カルタ・レコード (Magna Carta Records)
- マンティコア・レコード (Manticore Records)
- メロディック・レヴォリューション・レコード (Melodic Revolution Records)
- ムゼア (Musea)
- オール (Ohr)
- ピルツ (Pilz)
- プログロック・レコード (ProgRock Records)
- リアル・ワールド・レコード (Real World Records)
- サイレンス・レコード (Silence Records)
- スパラックス (Spalax)
- スタックス・レコード (Stax Records)
- スメリアン・レコード (Sumerian Records)
- スレッショルド・レコード (Threshold Records)
- ツァディク (Tzadik Records)
- ユニコーン・デジタル (Unicorn Digital)
- ヴァーティゴ (Vertigo Records)
- ヴァージン・レコード (Virgin Records)
- ヴォイスプリント・レコード (Voiceprint Records)